# Frangula azorica
Frangula azorica là một loài thực vật thuộc họ Rhamnaceae. Đây là loài đặc hữu của Bồ Đào Nha. Chúng hiện đang bị đe dọa vì mất môi trường sống.